# Rethel
Rethel je naselje in občina v severni francoski regiji Šampanja-Ardeni, podprefektura departmaja Ardeni. Leta 1999 je naselje imelo 8.052 prebivalcev.

## Geografija
Kraj se nahaja v pokrajini Šampanji ob reki Aisne, 40 km jugozahodno od središča departmaja Charleville-Mézières.

## Uprava
Rethel je sedež istoimenskega kantona, v katerega so poleg njegove vključene še občine Acy-Romance, Amagne, Ambly-Fleury, Arnicourt, Barby, Bertoncourt, Biermes, Coucy, Doux, Mont-Laurent, Nanteuil-sur-Aisne, Novy-Chevrières, Sault-lès-Rethel, Seuil, Sorbon in Thugny-Trugny s 14.092 prebivalci.
Naselje je prav tako sedež okrožja, v katerem se nahajajo poleg njegovega še kantoni Asfeld, Château-Porcien, Chaumont-Porcien, Juniville in Novion-Porcien s 33.951 prebivalci.

## Zanimivosti
- cerkev sv. Nikolaja,
- muzej Rethelois et du Porcien,
- Rethel je "evropsko glavno mesto" bele klobase.